# Shigeru Sakurai
Shigeru Sakurai (født 29. juni 1979) er en japansk tidligere professionel fodboldspiller.
Han har spillet for flere forskellige klubber i sin karriere, herunder Montedio Yamagata, Ventforet Kofu, Vegalta Sendai og Tochigi SC.